# La Hoz de la Vieja
La Hoz de la Vieja è un comune spagnolo di 123 abitanti situato nella comunità autonoma dell'Aragona.